# 영원 칭의론

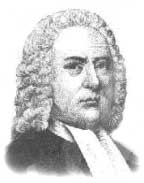
같은 주장을 펼친 존 길의 초상화

영원 칭의론(영어: justification from eternity)이란 칭의론의 한 형태로 율법폐기론의 한 형태이다. 칭의의 주체가 사람에게 있지 않고 하나님의 주권을 강조한 나머지 시간의 영역에서 영원의 개념을 가져온 것이다. 칭의가 사람의 믿음이 생기기 이전에 이미 행해졌는 데, 개혁주의 전통에서는 주로 중생이 칭의의 시점으로 보지만, 이 영원칭의론은 영원전에 이미 칭의가 행해졌다는 주장이다.  이 이론을 주장한 인물은 윌리엄 펨블, 윌리엄 트위세로 알려졌고, 이런 형태의 이단으로 정죄된 인물은 앤 허친슨이다. 토비아스 크리스프도 이런 류의 주장을 하였고, 존 길도 이와 같은 주장을 하였다.
존 길은  그의 저서에서 토머스 굿윈, 윌리엄 에임스, 헤르만 위트시우스, 요하네스 마코비우스도 영원 칭의론을 따랐다고 주장하였다.  하지만 윌리엄 에임스는 그와 동시에 믿음이 없이는 칭의가 있을 수 없다고 주장했다.  토머스 굿윈과 요하네스 마코비우스도 에임스와 비슷한 입장을 취하였다.
이와 비슷하게 아브라함 카이퍼도 칭의가 믿음으로부터 시작되지 않았지만, 믿음을 통해서만 받아들여질 수 있다고 주장하였다.

## 반론
리차드 백스터는 영원칭의론은 삼위일체간의 내적인 행위이며, 일시적인 행위가 아니라고 주장하며 율법폐기론의 주된 축이라고 주장하였다.
앤토니 버제스는 이 영원칭의론에 대하여 반박하면서, 칭의는 단시간에 이루어지는 행위라고 주장하였다. 즉, 하나님의 어떤 자를 구원하겠다는 예정이 칭의가 이미 되었다고 주장하는 것에 반대하였다.  존 데버넌트는 웨스트민스터 총회에서 버제스의 의견이 대다수였음을 기록하였다.